# Systella bolivari
Systella bolivari is een rechtvleugelig insect uit de familie Trigonopterygidae. De wetenschappelijke naam van deze soort is voor het eerst geldig gepubliceerd in 1928 door Willemse.